# 막시밀리안 폰 바이흐스

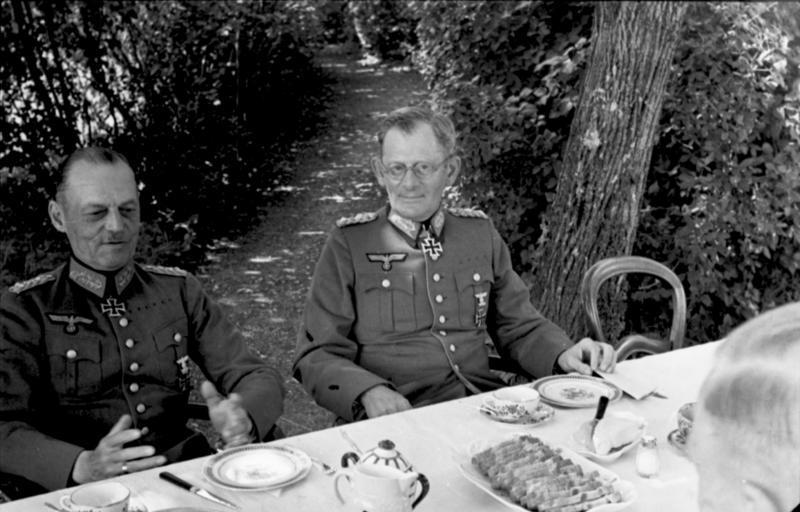
막시밀리안 폰 바이흐스 (오른쪽)

막시밀리안 마리아 요제프 카를 가브리엘 라모랄 폰 바이흐스 추 글론 국가남작(Maximilian Maria Joseph Karl Gabriel Lamoral Reichsfreiherr von Weichs zu Glon, 1881년 11월 12일 ~ 1954년 9월 27일) 은 제2차 세계 대전 당시 독일의 원수 (Generalfeldmarschall)이다. 독일 B 집단군을 지휘했다.

## 참고 자료
- Biography (독일어)